# Praia da Barra da Lagoa
Portal da Praia da Barra da Lagoa.
A praia da Barra da Lagoa, está situada no bairro da Barra da Lagoa, leste da ilha de Santa Catarina, no município de Florianópolis, capital do estado brasileiro de Santa Catarina.

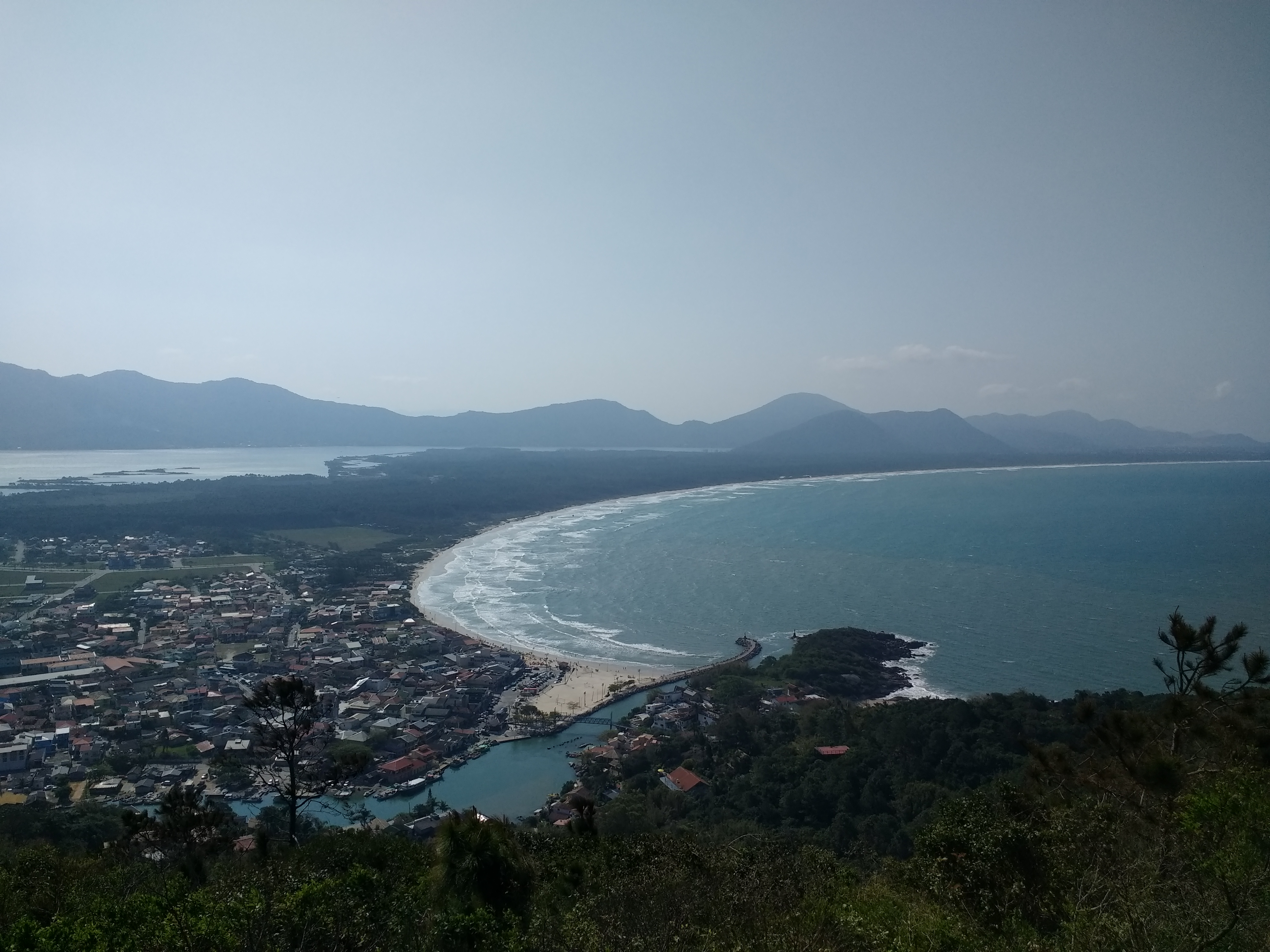
Praia da barra vista de cima

É uma praia pequena, com apenas 650 metros de extensão, conhecida por pelas paisagens, água clara e boas ondas para a pratica do surfe (principalmente para iniciantes). São também realizados passeios náuticos pelo local, uma vez que o canal da barra facilita a entrada de embarcações tanto turísticas quanto pesqueiras.
Ao norte da praia da Barra, está localizada a praia de Moçambique. No entanto a divisão entre as duas praias não apresenta nenhum acidente geográfico, Fazendo com que a praia possua 8km de extensão no horizonte. Ao sul da praia da barra está localizada a prainha da Barra, as piscinas naturais da Barra e a praia da Galheta.

## Construção do Canal da Barra

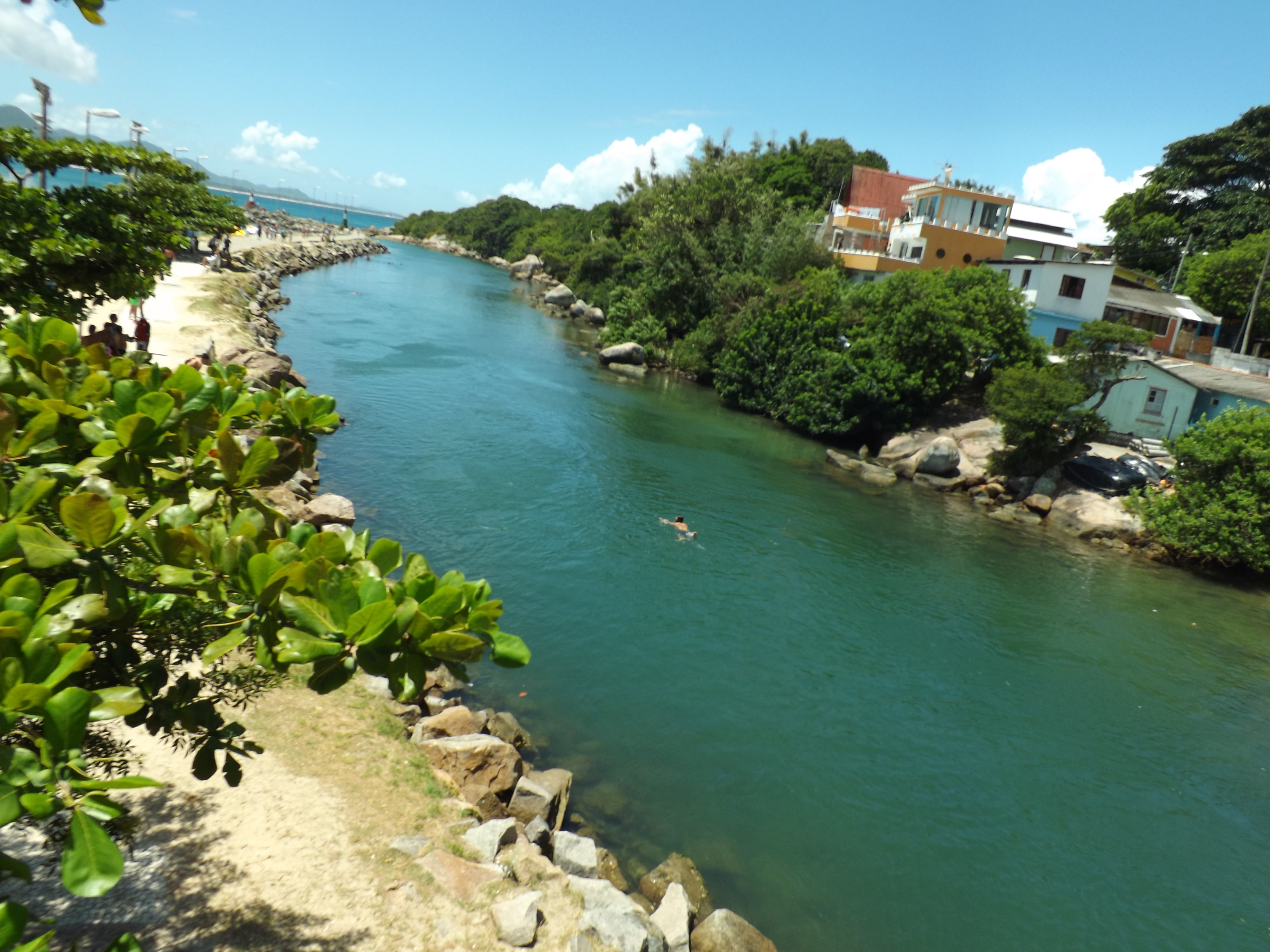
Canal da Barra, antigamente

De formato meândrico e com cerca de 2,8km de extensão, teve ao longo das ultimas décadas sua morfologia alterada através de sucessivas dragagens, com aterramento de parte dos antigos meandros, proteções de leito através de enrocamentos e a construção de um molhe em sua desembocadura marinha, na praia da Barra da Lagoa.
Estabilizado a partir de 1980 com construção dos molhes, o canal da barra funciona como a artéria que oxigena e renova a água da lagoa da Conceição, até então predominantemente doce e salobra. Além da salinização, a hidrodinâmica diária proporcionada pelas marés reduz em pequena escala os impactos da concentração de esgoto doméstico e do assoreamento. Também contribui para entrada de espécies marinhas de peixes e crustáceos.

## Curiosidades Históricas
Cultura da pesca
A praia da Barra da Lagoa, é de onde muitos pescadores tem sua fonte de renda, e por causa do molhe, todo horário torna-se viável para a pesca. Tornou-se tão cultural a pesca nessa praia, principalmente da pesca da tainha (peixe mais comum na região), que ocorrem festivais relacionado ao peixe, como a "festa da tainha".
Origem do nome
Antigamente era chamado de Praia da Lagoa ,que abrigava uma vila de pescadores. As pessoas que viviam naquela região tinham o costume de dizer que moravam na Barra da Lagoa. Com o passar do tempo, a localidade começou a ganhar mais importância. A Praia da Lagoa designava desde a Barra até a Ponta das Aranhas, mas conseguiu a emancipação em 1989
Ao editar um mapa oficial, as autoridades divulgaram a região como a Praia da Barra da Lagoa e não como a Praia da Lagoa, como deveria ser. Somente em 1995, definitivamente o distrito Barra da Lagoa era instalado, o desmembramento da Lagoa da Conceição ocorreu pela Lei Municipal nº 4.806/95.
Surfe e as ondas
A praia da Barra da Lagoa é bastante conhecida e aclamada por iniciantes no surfe, uma vez que a corrente gerada pelo canal da Barra segura a ondulação próxima dos Molhes da Barra. Sendo assim, apresenta as condições perfeitas para aprender a pratica do surfe: ondas pequenas e cheias, um canal para entrar na água sem precisar passar pela arrebentação e inúmeras escolinhas de surfe no local.
Ademais, em dias de grandes ondulações de leste ou sudeste e de vento no quadrante sul (terral na praia), quebram boas ondas para surfistas mais experientes.